# Liberty Professionals FC
El Liberty Professionals Football Club es un equipo de fútbol de Ghana que juega en la Liga de fútbol de Ghana, la liga de fútbol más importante del país.

## Historia
Fue fundado en el año 1996 en la ciudad de Dansoman, en la capital Acra. Se ha caracterizado por utilizar métodos científicos para lo que es su organización en cuanto a desarrollo de jugadores, la cual es una de sus principales distinciones, esto porque varios de ellos han integrado la Selección de fútbol de Ghana. Aunque para su mala fortuna, nunca han sido campeones de liga, pero han ganado 2 torneos de copa y en otros 3 ha sido finalista.
A nivel internacional ha participado en 1 torneo internacional, la Copa Confederación de la CAF 2004, alcanzando la tercera ronda.

## Palmarés
- Copa SWAG: 1

2007
- - Subcampeón: 1

2003
- Copa Ghana Telecom Gala: 0
  - Subcampeón: 1

2002
- Copa Coca Cola Top 4: 1

2008
- Copa Anual Día de la República: 0
  - Subcampeón: 1

2004

## Participación en competiciones internacionales

### WAFU
- Campeonato de Clubes de la WAFU: 1 aparición

2009 – Tercer lugar

### CAF
| Temporada | Torneo                       | Ronda | Club              | Casa | Visita | Global      |
| --------- | ---------------------------- | ----- | ----------------- | ---- | ------ | ----------- |
| 2004      | Copa Confederación de la CAF | 1     | Petro do Huambo   | 5-1  | 0-1    | 5-2         |
| 2004      | Copa Confederación de la CAF | 2     | Stade Tunisien    | 3-2  | 1-1    | 4-3         |
| 2004      | Copa Confederación de la CAF | 3     | Al-Hilal Omdurmán | 1-0  | 0-1    | 1-1 (0-3 p) |

## Jugadores

### Jugadores destacados
| - Adnan Jalloul - Latif Blessing - Daniel Addoayi - Enoch Kofi Adu - Stanley Afedzie - Owusu Ampomah - Patrick Antwi - Richard Antwi - Yaw Antwi - George Appiah - Kwadwo Asamoah - Samuel Ayew Yeboah - Felix Baffoe - Yaw Berko - Kofi Nti Boakye - Derek Boateng - Osei Bonsu - Sherif Danladi - Kwame Obeng Darko - Mohammed Nuru Dini - James Dissiramah - Michael Essien - Asamoah Gyan - Baffour Gyan - Abel Hammond - Michael Helegbe | - Awudu Issaka - Nana Kuffour - Baffour Kyei - Wahid Mohammed - Bawa Mumuni - Sulley Muntari - Anthony Obodai - Peter Ofori Quaye - John Paintsil - Emmanuel Pappoe - Ibrahim Abdul Razak - Moses Sakyi - Abdul Aziz Tetteh - William Kwabena Tiero - Femi Joseph - Éric Akoto - Dové Wome - Emmannuel Amoh Attipoe |

### Equipo 2011-12
Sellas Tetteh

## Entrenadores

### Entrenadores destacados
- Sellas Tetteh (1996-2001)
- Cecil Jones Attuquayefio (2002)
- Sellas Tetteh (2009-2010)
- Joseph Emmanuel Sarpong (2011-2012)
- George Lamptey (2012-2013)
- Nii Saban Quaye (2013)
- Sellas Tetteh (2017-)